# (37128) 2000 VD22
2000 VD22 (asteroide 37128) é um asteroide da cintura principal. Possui uma excentricidade de 0.14442700 e uma inclinação de 1.36540º.
Este asteroide foi descoberto no dia 1 de novembro de 2000 por LINEAR em Socorro.